# Kasszám (rakéta)
A Kasszám rakéta egyszerű, acélból készült reaktív lövedék, amelyet a Hamász Izz ad-Dín al-Kasszám Brigádok fejlesztettek ki és vetettek be. Ezek a rakéták nem alkalmasak a katonai célok célzott megsemmisítésére, mivel célozni nem nagyon lehet velük.

## Története
A Kasszám rakétákat az IKB-ról, a Hamász katonai szárnyáról nevezték el. Az első Kasszám-1 rakétát Tito Masoud és Nidal Farhat készítette el 2001-ben, és ezáltal fordulópontot jelentett a palesztin fegyveres csoportok és Izrael közötti konfliktusban.

## Rakéta tervezése és költség
A Kasszám rakéták tervezése az egyszerűség és a gyors gyártás szempontjából történik, közönséges eszközök és anyagok felhasználásával. A rakéták meghajtásához cukor és kálium-nitrát szilárd keveréket használnak, ami egy gyakori műtrágya. Az eszköz előállítási költsége körülbelül 800 dollár (2008–2009) adatok szerint.

## Emberi jogi szervezetek reakciói
Emberi jogi szervezetek szerint a palesztin csoportok által használt Kasszám rakétákkal végrehajtott támadások háborús bűncselekménynek minősülnek, és megsértik a nemzetközi jogot. Az Amnesty International "háborús bűncselekménynek" minősítette a palesztin csoportok rakétahasználatát a 2014-es gázai háború során.
Az Emberi Jogok Megfigyelője szerint a Hamász által a civilek és civil célpontok ellen alkalmazott Kasszám rakéták használata jogellenes a nemzetközi jog szerint.